# Entoloma bipelle
Entoloma bipelle är en svampart som tillhör divisionen basidiesvampar, och som beskrevs av Machiel Evert ("Chiel") Noordeloos och T. Borgen. Entoloma bipelle ingår i släktet Entoloma, och familjen Entolomataceae. Arten har ej påträffats i Sverige.